# رگولیتسه (استان اوپوله)
رگولیتسه (به لهستانی:  Regulice) یک روستا در لهستان است که در گمینا نسا واقع شده‌است.